# 이카우 랑 앙 이이비긴
《이카우 랑 앙 이이비긴》(필리핀어: Ikaw Lang ang Iibigin)은 2017년 방영된 필리핀의 드라마이다. 제럴드 앤더슨, 킴 치우, 제이크 쿠엥카, 콜린 가르시아가 주연을 맡은 2017년 필리핀 드라마 TV 시리즈이다. 이 시리즈는 2017년 5월 1일부터 2018년 1월 26일까지 ABS-CBN의 프라임탕갈리(PrimeTanghali) 정오 블록과 필리핀 채널에서 전 세계적으로 초연되어 랑잇 루파를 대체하고 사나 달라와 앙 푸소로 대체되었다. 철인 3종 경기 드라마는 킴에랄드(KimErald)의 재회 프로젝트와 TV 컴백이자 첫 주간 드라마를 기념한다.

## 같이 보기
- ABS-CBN의 텔레비전 드라마 목록